# Khalfan Mubarak
Khalfan Mubarak est un footballeur international émirati né le 9 mai 1995 à Ajman. Il évolue au poste de milieu offensif à l'Al-Jazira Club.

## Biographie

### En sélection
Khalfan Mubarak reçoit sa première sélection en Émirats arabes unis le 3 juin 2016, en amical contre la Jordanie (défaite 1-3). Il inscrit son premier but en équipe nationale le 10 janvier 2019, contre l'Inde. Ce match gagné 2-0 rentre dans le cadre de la Coupe d'Asie des nations 2019. Mubarak joue quatre matchs lors de cette compétition.

## Palmarès
- Champion des Émirats en 2017 avec l'Al-Jazira Club
- Vainqueur de la Coupe des Émirats en 2016 avec l'Al-Jazira Club

## Note et référence
1. ↑  (en) « Afc asian cup uae 2019 - complete squad lists », sur the-AFC (consulté le 21 mai 2023).
2. ↑  (en) « Fiche de Khalfan Mubarak », sur national-football-teams.com